# 4392 Agita
4392 Agita је астероид главног астероидног појаса чија средња удаљеност од Сунца износи 2,307 астрономских јединица (АЈ).
Апсолутна магнитуда астероида је 14,1.